# Baltasar Kormákur
Baltasar Kormákur Baltasarsson (Reykjavík, 27 de fevereiro de 1966) é um ator, diretor e produtor de cinema islandês. É conhecido profissionalmente como Baltasar Kormákur.

## Filmografia

### Diretor
- 101 Reykjavík (2000)
- Hafið (2002)
- A Little Trip to Heaven (2005)
- Mýrin (2006)
- Brúðguminn (2008)
- Inhale (2009)
- Contrabando (2012)
- The Deep (2012)
- 2 Guns (2013)

### Ator
- Devil's Island (1996) como Baddi
- Angels of the Universe (2000) como Óli
- No Such Thing (2001) como Dr. Artaud
- Me and Morrison (2001) como Askildsen
- Reykjavík-Rotterdam (2008) como Kristófer